# نيكولا فاسيلي
نيكولا فاسيلي (بالرومانية: Nicola Vasile)‏ هو لاعب كرة قدم روماني في مركز الوسط، ولد في 15 سبتمبر 1984 في بوخارست في رومانيا. لعب مع ستيودينتيسك بوخارست.